# Teatro Maria Della Costa
O Teatro Maria Della Costa é um teatro de São Paulo, fundado em outubro de 1954, pela atriz Maria Della Costa e pelo empresário Sandro Polônio, com a participação da atriz Itália Fausta. Tem capacidade para 370 pessoas.

## História
O espetáculo de estreia foi "O Canto da Cotovia" de Jean Anouhil, sob a direção de Gianni Ratto.
O prédio foi projetado por Oscar Niemeyer e Lúcio Costa e construído com o financiamento de extinto Banco Nacional, facilitado pelo empresário Octávio Frias de Oliveira, então proprietário da Folha de S. Paulo.
Em 1978, a Associação dos Produtores de Espetáculos Teatrais do Estado de São Paulo (Apetesp), durante a gestão do então presidente Raul Cortez, adquiriu o teatro, com o objetivo de prestar maiores benefícios aos seus associados.
Em maio de 1995, durante a gestão do então presidente Sérgio D’Antino, sem condições de funcionamento — devido ao estado precário em que se encontrava — passou por uma reforma geral que se estendeu até 1996, e foi re-inaugurado em 30 de julho de 1996 com uma grande festa para a classe artística.

## Crítica
Em 28 de setembro de 2014, foi publicado na Folha de S.Paulo o resultado da avaliação feita pela equipe do jornal ao visitar os sessenta maiores teatros da cidade de São Paulo. O local foi premiado com três estrelas, uma nota "regular", com o consenso: "O teatro tem hall de entrada amplo, com mesas para se sentar enquanto a sala não é liberada. Os cadeirantes, no entanto, não têm acesso ao hall nem à bonbonnière (eles entram direto na sala de espetáculo, que fica no segundo andar, por uma porta na rua). Apesar de simples, o local é bem projetado, e o público tem boa visão do palco."